# Çiftepınar, Pazaryolu
Çiftepınar là một xã thuộc huyện Pazaryolu, tỉnh Erzurum, Thổ Nhĩ Kỳ. Dân số thời điểm năm 2011 là 117 người.